# Nghiên cứu tôn giáo

Các biểu tượng tôn giáo khác nhau

Nghiên cứu tôn giáo là một lĩnh vực học thuật dành cho nghiên cứu về niềm tin, hành vi và thể chế tôn giáo. Nó mô tả, so sánh, giải thích và giải thích tôn giáo, nhấn mạnh các quan điểm có hệ thống, dựa trên lịch sử và xuyên văn hóa.
Trong khi thần học cố gắng tìm hiểu bản chất của các lực lượng siêu việt hoặc siêu nhiên (như các vị thần), các nghiên cứu tôn giáo cố gắng nghiên cứu hành vi và tín ngưỡng tôn giáo từ bên ngoài bất kỳ quan điểm tôn giáo cụ thể nào. Các nghiên cứu tôn giáo dựa trên nhiều ngành và phương pháp của họ bao gồm nhân chủng học, xã hội học, tâm lý học, triết học và lịch sử tôn giáo.
Các nghiên cứu tôn giáo bắt nguồn từ thế kỷ 19, khi phân tích học thuật và lịch sử của Kinh Thánh đã phát triển, và các văn bản Ấn Độ giáo và Phật giáo lần đầu tiên được dịch sang các ngôn ngữ châu Âu. Các học giả có ảnh hưởng sớm bao gồm Friedrich Max Müller ở Anh và Cornelius P. Tiele ở Hà Lan. Ngày nay các nghiên cứu tôn giáo được các học giả trên toàn thế giới thực hiện. Trong những năm đầu tiên, nó được gọi là " tôn giáo so sánh " hay khoa học về tôn giáo và ở Mỹ, có những người ngày nay vẫn gọi lĩnh vực này là Lịch sử tôn giáo (gắn liền với truyền thống phương pháp học bắt nguồn từ Đại học Chicago ở nói chung, và đặc biệt là Mircea Eliade, từ cuối những năm 1950 đến cuối những năm 1980).
Học giả nghiên cứu tôn giáo Walter Capps đã mô tả mục đích của ngành học là cung cấp "đào tạo và thực hành... trong việc chỉ đạo và thực hiện cuộc điều tra về chủ đề tôn giáo". Đồng thời, Capps tuyên bố rằng mục đích khác của nó là sử dụng "các chế độ và kỹ thuật điều tra theo quy định để làm cho chủ đề của tôn giáo trở nên dễ hiểu". Tôn giáo nghiên cứu học giả Robert A. Segal đặc trưng kỷ luật là "một vấn đề" có nghĩa là "mở cửa cho nhiều cách tiếp cận", và do đó nó "không đòi hỏi hoặc là một phương pháp đặc biệt hoặc một lời giải thích đặc biệt để xứng đáng với vị thế của môn học này. " 
Các học giả khác nhau hoạt động trong lĩnh vực này có lợi ích và ý định khác nhau; một số ví dụ tìm cách bảo vệ tôn giáo, trong khi những người khác tìm cách giải thích nó và những người khác muốn sử dụng tôn giáo như một ví dụ để chứng minh một lý thuyết của riêng họ. Một số học giả về nghiên cứu tôn giáo quan tâm đến việc nghiên cứu chủ yếu về tôn giáo mà họ thuộc về.
Các học giả về tôn giáo đã lập luận rằng một nghiên cứu về chủ đề này hữu ích cho các cá nhân bởi vì nó sẽ cung cấp cho họ kiến thức phù hợp trong bối cảnh liên cá nhân và chuyên nghiệp trong một thế giới ngày càng toàn cầu hóa. Người ta cũng tranh luận rằng nghiên cứu tôn giáo rất hữu ích trong việc đánh giá và hiểu những căng thẳng giáo phái và bạo lực tôn giáo.

## Sách tham khảo
- Capps, Walter H. (1995). Religious Studies: The Making of a Discipline. Minneapolis: Fortress Press. ISBN 978-0800625351.
- Fitzgerald, Timothy (2000). The Ideology of Religious Studies. Oxford: Oxford University Press.
- Herling, Bradley L. (2016). A Beginner's Guide to the Study of Religion . London: Bloomsbury. ISBN 978-1-4725-0692-4.
- Hinnells, John R. (2005). "Introduction". Trong John R. Hinnells (biên tập). The Routledge Companion to the Study of Religion. Abingdon: Routledge. tr. 1–3. ISBN 978-0-415-33310-8.
- McCutcheon, Russell T. (2001). Critics Not Caretakers: Redescribing the Public Study of Religion. Albany: State University of New York Press. ISBN 978-0791449448.
- Ryba, Thomas (2006). "Phenomenology of Religion". Trong Robert A. Segal (biên tập). The Blackwell Companion to the Study of Religion. Malden: Blackwell. tr. 91–121. ISBN 978-1405185981.
- Segal, Robert A. (2006). "Introduction". Trong Robert A. Segal (biên tập). The Blackwell Companion to the Study of Religion. Malden: Blackwell. tr. xiii–xix. ISBN 978-1405185981.
- Smart, Ninian (1998). The World's Religions . Cambridge: Cambridge University Press. ISBN 0-521-63139-4.
- Smith, Jonathan Z. (1998). "Religion, Religions, Religious". Trong Taylor, Mark C. (biên tập). Critical Terms for Religious Studies. Chicago: University of Chicago Press. tr. 269–284.
- Wright, Melanie (2007). Religion and Film: An Introduction. London: I. B. Tauris. ISBN 9781850437598.